# Gregorio di Cecco
Gregorio di Cecco ou Gregorio di Cecco da Lucca ou Gregorio da Lucca di Cecco (Sienne, v. 1390 - après 1424) est un peintre italien de l'école siennoise perpétuant son style, actif entre 1418 à 1423.

## Biographie
Gregorio di Cecco est mentionné pour la première fois le 24 mai 1418, quand il fut payé pour des peintures de tavolette  de Biccherne (Livres de comptes de la ville de Sienne), puis il fut élève de Taddeo di Bartolo (retable de la chapelle Marescotti en 1420 pour l'église S. Agostino de Sienne, dont la trace est perdue), son collaborateur  à partir du 25 octobre 1421, puis son fils adoptif en août 1422.
En 1422, il participa à l'élaboration de l'église et de la loggia San Paolo de  Sienne.
Le 11 avril 1423 Gregorio épousa Jacopa, fille du sculpteur siennois Domenico di Niccolò dei Cori (1363–1453).
Diverses œuvres lui sont attribuées par des experts (Naissance de la Vierge, Vatican ; Mariage de la Vierge, Londres ; Crucifixion, Musée du Petit Palais (Avignon) ; Saint Louis de Toulouse, Sienne).

## Œuvres
- Madone trônant entourée de saints et d'anges, panneau central d'un triptyque dispersé, Liechtenstein Museum[2]
- Retable (daté de 1423) de la chapelle Francesco Tolomei du duomo de Sienne (œuvre similaire à la précédente ayant permis son attribution)
- La Crucifixion avec saint François d'Assise, Jean-Baptiste et  Marie-Madeleine, triptyque,

## Sources
- (en) Cet article est partiellement ou en totalité issu de l’article de Wikipédia en anglais intitulé « Gregorio di Cecco » (voir la liste des auteurs).